# Mishneh Torah

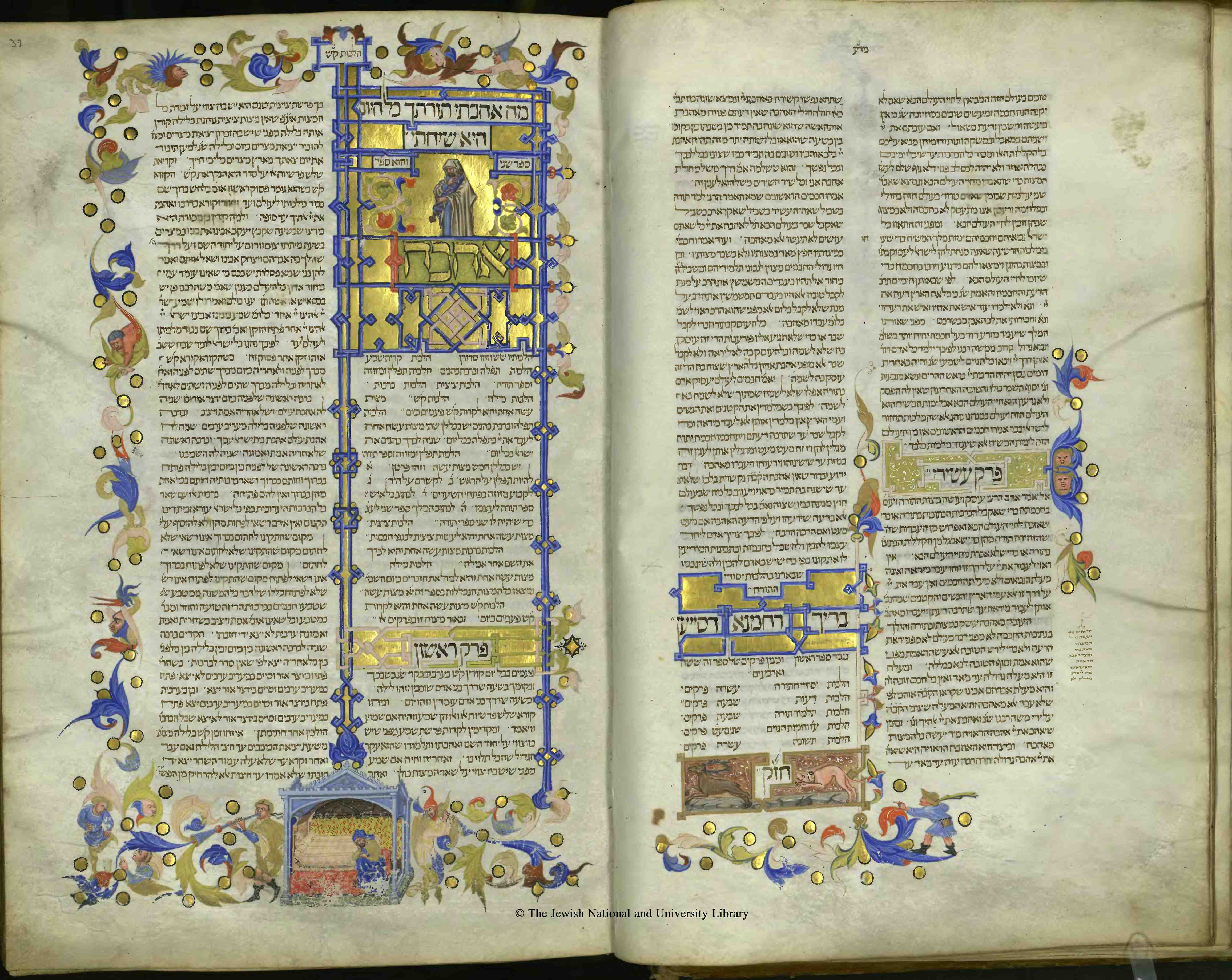
Mishneh Torah.

Mishneh Torah ('Upprepning av Torah') är ett huvudverk inom judisk lag, halacha. Den senare sammanställdes under 1100-talet av Moses Maimonides, som en systematisk kodifiering av  lagarna i Torah, följd av ett arbete om de 613 mosaiska budorden, Sefer hamitzvot ('Budens bok').
Mishneh Torah ska inte blandas samman med Mishna, som är en äldre skriftsamling och huvudinnehållet i Talmud.